# Veterupristisaurus
Veterupristisaurus là một chi khủng long, được Rauhut mô tả khoa học năm 2011.